# Röthis
Röthis là một đô thị thuộc huyện district of Feldkirch, Vorarlberg, Áo. Đô thị Röthis có diện tích 2,72 km², dân số thời điểm năm 2006 là 1917 người.